# Steindachnerina amazonica
Steindachnerina amazonica es una especie de peces de la familia Curimatidae en el orden de los Characiformes.

## Morfología
Los machos pueden llegar alcanzar los 9,9 cm de longitud total.
- Número de  vértebras: 31-33.[1]

## Hábitat
Vive en zonas de clima tropical.

## Distribución geográfica
Se encuentran en Sudamérica:  cuenca del río Tocantins en Brasil.